# Насвинская волость

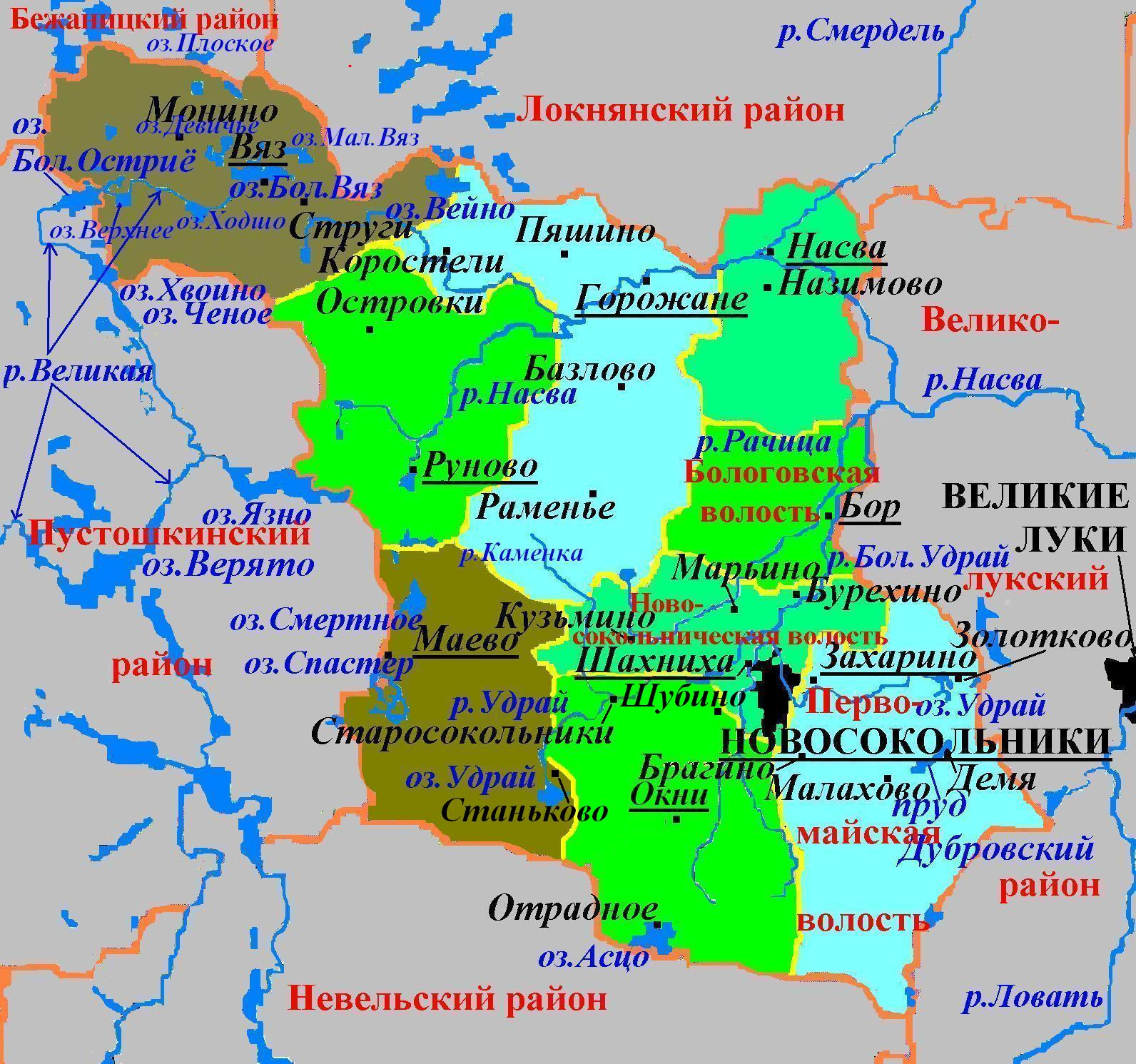
Административное деление Новосокольнического района в 2005—2015 гг.

Насвинская волость — административно-территориальная единица 3-го уровня и муниципальное образование со статусом сельского поселения в Новосокольническом районе Псковской области России.
Административный центр — деревня Насва.

## География
Территория волости граничит на юго-западе и западе с Маевской, на северо-западе — с Вязовской, на юге и юго-востоке — с Пригородной волостями Новосокольнического района, на севере — с Локнянским районом, на востоке — с Великолукским районом Псковской области.

## Население
| 2002  | 2010  | 2012  | 2013  | 2014  | 2015 | 2016  |
| ----- | ----- | ----- | ----- | ----- | ---- | ----- |
| 1495  | ↘1053 | ↘1004 | ↘976  | ↘971  | ↗987 | ↗1589 |
| 2017  | 2018  | 2019  | 2020  | 2021  |      |       |
| ↘1558 | ↘1534 | ↘1486 | ↘1419 | ↗1431 |      |       |

Суммарная численность населения Насвинской волости и присоединённой к ней Горожанской волости, по состоянию на 1 января 2015 года составляла 1607 человек.

## Населённые пункты
В состав волости с апреля 2015 года входят 69 населённых пунктов (деревень):					
| №  | Населённый пункт | Тип     | Население |
| -- | ---------------- | ------- | --------- |
| 1  | Андрейково       | деревня | ↘1        |
| 2  | Астратово        | деревня | ↘6        |
| 3  | Базлово          | деревня | ↘60       |
| 4  | Борисово         | деревня | ↘4        |
| 5  | Брагино          | деревня | ↘4        |
| 6  | Бритвино         | деревня | ↘0        |
| 7  | Валовики         | деревня | ↘6        |
| 8  | Воёво            | деревня | ↘6        |
| 9  | Горожане         | деревня | ↘256      |
| 10 | Грыжово          | деревня | ↘2        |
| 11 | Дружинино        | деревня | →15       |
| 12 | Жолобово         | деревня | ↘11       |
| 13 | Забелино         | деревня | ↘2        |
| 14 | Заболотье        | деревня | ↘84       |
| 15 | Зайково          | деревня | ↘17       |
| 16 | Заречье          | деревня | ↘4        |
| 17 | Ильино           | деревня | ↘0        |
| 18 | Каменная Вешня   | деревня | ↘2        |
| 19 | Киселевичи       | деревня | ↘7        |
| 20 | Климово          | деревня | ↘2        |
| 21 | Колоницы         | деревня | ↘10       |
| 22 | Конново          | деревня | ↘8        |
| 23 | Королево         | деревня | ↘11       |
| 24 | Коростели        | деревня | ↘71       |
| 25 | Коростели        | деревня | ↘2        |
| 26 | Крапивно         | деревня | ↘0        |
| 27 | Кушково          | деревня | ↘0        |
| 28 | Лебедево         | деревня | ↘20       |
| 29 | Лёхово           | деревня | ↘3        |
| 30 | Лог              | деревня | →0        |
| 31 | Лутковец         | деревня | ↘0        |
| 32 | Маньково         | деревня | ↘0        |
| 33 | Мартиново        | деревня | ↘19       |
| 34 | Мартиново        | деревня | ↘113      |
| 35 | Мелехово         | деревня | ↘9        |
| 36 | Монаково         | деревня | ↘6        |
| 37 | Морщилово        | деревня | ↘6        |
| 38 | Мухино           | деревня | ↘4        |
| 39 | Назимово         | деревня | ↘165      |
| 40 | Насва            | деревня | ↘451      |
| 41 | Нестерово        | деревня | ↘7        |
| 42 | Никитино         | деревня | ↘4        |
| 43 | Погостище        | деревня | ↘8        |
| 44 | Поперино         | деревня | ↘0        |
| 45 | Починки          | деревня | ↘0        |
| 46 | Пяшино           | деревня | ↘65       |
| 47 | Раменье          | деревня | ↘142      |
| 48 | Ровни            | деревня | ↘17       |
| 49 | Рыкшино          | деревня | ↘15       |
| 50 | Савино           | деревня | ↘1        |
| 51 | Самохвалово      | деревня | ↘3        |
| 52 | Семеново         | деревня | ↘7        |
| 53 | Скрипки          | деревня | ↘41       |
| 54 | Слободка         | деревня | ↘12       |
| 55 | Страхново        | деревня | ↘3        |
| 56 | Суворово         | деревня | ↘5        |
| 57 | Теренино         | деревня | ↘1        |
| 58 | Тимохово         | деревня | →0        |
| 59 | Торхово          | деревня | ↘0        |
| 60 | Утаево           | деревня | ↘38       |
| 61 | Фёдоровское      | деревня | ↘5        |
| 62 | Фетинино         | деревня | ↘7        |
| 63 | Филково          | деревня | ↘0        |
| 64 | Чирки            | деревня | ↘66       |
| 65 | Чупрово          | деревня | →0        |
| 66 | Шейкино          | деревня | ↘0        |
| 67 | Щепчино          | деревня | ↘4        |
| 68 | Ям               | деревня | ↘5        |
| 69 | Ярцево           | деревня | ↘0        |

## История
Постановлением Псковского областного Собрания депутатов от 26 января 1995 года все сельсоветы в Псковской области были переименованы в волости, в том числе Насвинский сельсовет был превращён в Насвинскую волость.
Законом Псковской области от 28 февраля 2005 года в границах волости было также создано муниципальное образование Насвинская волость со статусом сельского поселения с 1 января 2006 года в составе муниципального образования Новосокольнический район со статусом муниципального района.
С января 2006 до апреля 2015 года в состав Насвинской волости входили 24 деревни: Воёво, Мартиново, Монаково, Насва, Тимохово, Чирки, Заречье, Заболотье, Забелино, Каменная Вешня, Киселевичи, Колоницы, Кушково, Королево, Назимово, Никитино, Погостище, Ровни, Скрипки, Слободка, Теренино, Утаево, Шейкино, Ям.
Законом Псковской области от 30 марта 2015 года в состав Насвинской волости 11 апреля 2015 года была включена упразднённая Горожанская волость.

## Археология
На археологическом памятнике у деревни Горожане найдены предметы третьей четверти I тыс. н. э. — XII—XIII вв., хотя основная часть датируется X—XI веками: 245 монет, в том числе византийский фоллис Романа Первого, датированный 920—944 годами, фрагмент подвески со знаком Рюриковичей, бусы, 45 наконечников стрел, весы, гирьки, перекрестье меча, предметы из стекла, глины, камня, чёрного и цветного металла.